# Bitva u Mohi
Bitva u Mohi bylo jedno z důležitých střetnutích mezi vojsky uherského krále Bély IV. a mongolskou říší chána Bátúa. Došlo k němu 11. dubna 1241 nedaleko obce Mohi u přechodu přes řeku Slaná. Bitva měla za následek zdrcující porážku uherských vojsk a král Béla i kníže Koloman se zachránili útěkem, arcibiskup Ugrín se utopil v močále. Po bitvě následovalo přes rok trvající plenění mongolských vojsk v zemi.

## Předehra
Mongolské vojsko vpadlo do země už dříve v březnu, když pobilo slabou obranu Vereckého průsmyku. Král Béla IV. nařídil mobilizaci. Vojska se měla soustředit v Pešti, ale mobilizaci však poznamenaly neshody ve vojsku a vražda kumánského chána Kutena, která měla za následek odchod Kumánů ze země a jejich neúčast v bojích. Ani uherská šlechta se nescházela na válečnou výpravu ochotně, mnozí šlechtici měli odpor ke králově politice a odmítli se na tažení zúčastnit.
Uherské vojsko, jehož nezkušení velitelé výrazně podceňovali mongolské nebezpečí, táhlo z Pešti směrem na východ a zastavilo se až u rozvodněné řeky Slaná u vesničky Muhi. Uherská armáda měla podle dostupných údajů asi 25 000 mužů, ale stále nebyla kompletní a čekala na další posily. Starší údaje však hovoří až o 60 000 či 80 000 mužích. Vojsko vedli nezkušení velitelé, kníže Koloman, arcibiskup Ugrín a templářský mistr Rembald de Voczon. Uherské jednotky po příjezdu vytvořily na západním břehu řeky tábor, který obklopily vozovou hradbou a čekaly na posily. Vojsko se soustředilo pouze na ochranu mostu, protože velitelé nepředpokládali jinou možnost překročení řeky.

## Bitva

Bojové operace.

Den před bitvou se do uherského tábora dostal ruský zběh z mongolského vojska, který prozradil, že se Mongolové chystají v noci napadnout most. Tento útok se podařilo Ugrínovi a Kolomanovi snadno odrazit. Ti však v domnění, že porazili hlavní síly nepřítele odešli zpět do tábora oslavovat vítězství. Bátú následně rozdělil své síly. Část vojska pod Subedejovým vedením překročila Slanou jižně od uherského tábora, zatímco Šejbanovo vojsko na severu. Sám Batu zaútočil ve středu sestavy u mostu.
Nad ránem se podařilo Batuovi prorazit obranu mostu s pomocí katapultů a útoku Šejbana ze zálohy, po čemž začal seskupovat jednotky.
Koloman, Uhrín a oddíl templářů následně podnikli útok na seskupující se Mongoly, ale byli odraženi a nuceni ustoupit do tábora.
| „                                                                 | ... když se ukazovalo, že umdlévají, podnikl králův bratr, kníže Koloman, spolu s družinou, kterou byl s to v takové změti shromáždit, velmi tvrdý útok na jednu část nepřátelského vojska a vytrval v boji skoro celý den. Měl totiž za to, že se mu dostane podpory od zbylé části vojska, ale v tom se velmi zklamal... | “ |
| — Rogerius (Žalostná píseň o zničení království uherského Tatary) | |   |

V táboře zatím král nepřistoupil k žádným přípravám na boj, za což ho Ugrín a další velmoži podrobili kritice. Zatímco se jejich oddíly připravily na boj, Batú soustředil na západním břehu už podstatnou část vojska. V následném boji však uherské vojsko zastavilo Batúovu armádu a neumožnilo jí postoupit od řeky. V boji padla i část Batuovy osobní stráže. Poměr sil však změnil příchod Subodejova vojska, jehož jednotky až do té doby stavěly most. Subodejovo vojsko vpadlo do týlu útočících uherských jednotek a přinutilo je ustoupit do opevněného tábora. Tábor byl však příliš malý a pod palbou mongolských lučištníkům a obléhacích strojů v něm brzy vypukl chaos. Části vojsk se podařilo z tábora prorazit a unikat na západ. Mezi prchajícími byl i zraněný kníže Koloman a král Béla IV. Zatímco Koloman utekl do Pešti, král směrem na Bukové hory.
Při pronásledování poražených Mongolové mnoho pobili. Arcibiskup Ugrín se utopil v bažině.

## Dohra
Králova vojska po porážce v zemi nezůstala a žádná síla nebyla schopná vyhnat Mongoly ze země. Částečně se podařilo zabránit Mongolům přechod Dunaje od dubna 1241 do ledna 1242. Řeka však v zimě zamrzla a jejich vojsko ji mohlo překročit na mnoha místech. Zbytek země byl vystaven jejich pustošení celý rok. Král nejprve utekl do Rakouska, kde se ukrýval u vévody Fridricha II., který ho však zajal a požadoval velké výkupné. Béla mu nabídl všechny cennosti, které měl u sebe a nakonec i 3 západní uherské župy. Následně odešel na Jadranské pobřeží na hrad Trogir, kde zůstal až do odchodu Mongolů.
Mistr templářů se svými rytíři v bitvě zahynul a Koloman společně s Ugrinem byli nuceni z boje ustoupit. Uhři byli na hlavu poraženi a přeživší se spasili útěkem. Král Béla vyhledal azyl ve Vídni, Koloman na následky těžkého zranění zemřel.
| „                         | A zničené bylo celé vojsko země. Krále zahnali až k moři, jeho bratra Kolomana zabili... | “ |
| — Spišskosobotská kronika |                                                                                          |   |